# Породица Батори
Породица Батори (мађ. Báthory) је била угарска племићка породица из клана Гут-Келед. Породица је стекла утицај у централној Европи у касном средњем веку, заузимајући високе војне, административне и црквене положаје у Краљевини Мађарској.

## Порекло
Породица Батори припадала је Гут-Келеду, клану мађарских племићких породица, који води порекло од швапске браће Гут и Келед, који су имигрирали у Мађарску.
Краљ Ладислав IV Куманац је 1279. године наградио Андријевог брата Ходоса и Андријеве синове Џорџа, Бенедикта и Бриција за њихове војне заслуге, доделивши им Њирбатор у жупанији Саболч-Сатмар-Бегер.
Њирбатор је 1310. године постало имање Бриција када је он постигао договор са својим нећаком Мајклом и његовим рођаком Видом о подели заједничког поседа. Након тога, Брици и његови потомци су себе назвали Батори, односно ,,од Батора“.

## Огранци
Породица се поделила на две велике гране, које су потицале од синова и унука Бриција:
Старија грана породице, Батори од Шомлио, потицала је од Џона, грофа од Сотмара, прворођеног сина Бриција, преко његовог најстаријег сина Ладислава. Ладислав, гроф од Саболча, оженио се Аном Међеши и добио је Шомлио као мираз. Ладиславов млађи брат Џорџ II је предак породице Шимолин, најкасније назване Батори од Шимолин. Даља подела се десила под Ладиславовим праунуцима: Џон и Стефан су напустили име Батори и основали Санислофи породице док је Николаус наставио грану Шомлио.
Млађа грана породице, Батори од Ечед, потицала је од Луке, најмлађег Брицијевог сина. Лука је поседовао широка имања у Сотмару, а краљ Чарлс Роберт му је доделио власт над Ечедом, где је саградио замак под називом ,,Хушег“ (лојалност). Овај огранак породице, пошто су задржали посед Њирбатор, понекад се назива Батор, или као млађа грана, Њирбатори (Нови Батори).

## Легенда и грб
Легенда, којa порекло Баторијевих ставља у 900. годину, говори о томе како је богобојажљив ратник по имену Витус (имењак члана прве генерације клана Гут-Келед) кренуо да се бори са змајем, који је вребао мочварама око замка Ечед и малтретирао село. Витус га је убио са три ударца копља и као награду добио замак. Захвални народ га је почастио именом Батори, што значи ,,добар херој“. На мађарском реч батор значи ,,храбар“.
Грб Батори, додељен 1325. синовима Бриција, стилизован је у односу на ову легенду: три хоризонтално постављена зуба окружена змајем који гризе сопствени реп, околни змај је симбол Витешког реда Змаја.